# Училище по мениджмънт в Гренобъл
Училището по мениджмънт в Гренобъл (на френски: Grenoble École de management) е търговско училище в град Гренобъл, Франция.
Създадено през 1984 година от Търговско-промишлената камара на Гренобъл, то е известно с курсовете си по управление на иновациите. Към 2023 година то има около 7 хиляди студенти, 178 преподаватели и бюджет от 68 милиона евро.